# Cristiano Barbarossa
Cristiano Barbarossa (Roma, 24 marzo 1968) è un autore televisivo e regista italiano.

## Biografia
Nato a Roma, fratello di Luca, cresce tra l'Italia e il Venezuela. Inizia a pubblicare i suoi primi articoli sulla carta stampata nel 1985 all'età di diciassette anni, sul settimanale Ciao 2001 e sul mensile Music, per poi passare al settore audiovisivo.
Negli anni '90 in coppia con Paolo Brunatto scrive per Raitre i documentari Lungo il fiume (1998), sugli indios del fiume Orinoco, e Angeli & Killer (1999), sui baby sicari di Medellín. Sempre in Colombia ha realizzato Gli aquiloni (2000), sul conflitto tra guerriglia ed esercito. Ha realizzato inoltre Bananas, sulle condizioni dei lavoratori del settore della coltivazione delle banane in Guatemala.
Dal 2002 collabora al programma televisivo Superquark, realizzando servizi e reportage su varie tematiche, dal terremoto a L'Aquila, ai vulcani in Islanda, dal boom economico brasiliano alle coltivazioni di coca in Colombia, dalle tecniche di restauro sino a temi legati alla salute, oltre a numerosi servizi di divulgazione.
Per Raitre gira i documentari Lo sguardo negato: uomini e donne dell'Iraq (2003) e poi con Oday Rasheed Lo sguardo negato: l'Iraq prima e dopo la guerra (2006), quest'ultimo trasmesso anche dal canale Histoire nei paesi di lingua francese con il titolo Irak, un nouveau regard, girato tra il periodo precedente all'inizio della seconda Guerra del Golfo e quello successivo alla dichiarazione della fine delle ostilità in Iraq. Per La7 realizza con Andrea Salomone e Alex Infascelli Ultima Leva (2006), documentario in quattro puntate sull'ultimo anno di servizio militare di leva in Italia. 
Nel 2010 scrive e dirige il documentario A Slum Symphony, dedicato al sistema di orchestre sinfoniche infantili del Venezuela fondato da José Antonio Abreu, trasmesso in Italia su Rai3 e in numerosi paesi nel mondo. Per questo documentario riceve vari riconoscimenti: Premio speciale nell'ambito del Premio Flaiano, Premio per la sezione TV Factual al Roma Fiction Fest, Premio del pubblico al Festival di Castellinaria, e una candidatura alla sezione documentari dei Globi d'Oro e al Premio Doc/it. Il documentario è inoltre fra i 21 premiati al Rolan International Film Festival For Children and Youth in Armenia.
Nel 2012 è fra gli autori del programma televisivo Sirene, in onda su Rai3, per il quale realizza la regia di alcuni reportage sulle mafie (mafia cinese, 'ndrangheta, camorra). Col documentario Indagine Villa Borea, dedicato ai maltrattamenti a danno degli anziani in una casa di riposo di Sanremo, Barbarossa riceve il Premio speciale Auser nell'ambito del Premio Ilaria Alpi. Del programma Sirene, Barbarossa  Fulvio Benelli curano poi la nuova edizione del 2019, in onda sul Nove.
Nel 2014 si occupa del docu-drama L'infiltrato - Operazione clinica degli orrori, la cui sceneggiatura è di Barbarossa e Giovanni Filippetto con Fulvio Benelli, mentre la regia è di Barbarossa e Giovanni Filippetto. Con Giovanni Bagnari, Alessandra Torre e Federico Didoni, nel 2017 scrive A Single Origin, un documentario di viaggio in quattro puntate - del quale cura anche la regia - per Rai2, realizzato tra Brasile e Perù, con l'esploratore Alex Bellini, Zico e Sofía Mulánovich.
Sempre con Fulvio Benelli scrive e produce il programma di documentari di prima serata incentrati su celebri casi giudiziari, Tutta la verità, per Discovery Channel (Italia), in onda su NOVE dell'aprile 2018, con le prime due puntate dedicate alla Strage di Erba e al Delitto di Avetrana. La seconda stagione del 2019 vede in onda le puntate Giallo Pantani, dedicata agli aspetti controversi della sospensione dal Giro d'Italia e della morte del ciclista Marco Pantani, Il Delitto di Garlasco e in due parti L'Enigma del Mostro di Firenze, dedicato alle vicende del Mostro di Firenze dal 1968 sino agli ultimi sviluppi d'indagine.
Nel 2019 scrive e dirige la docu-fiction Sua Maestà Anatomica - Morgagni Oggi, dedicata alla figura del fondatore dell'anatomia patologica, Giovan Battista Morgagni.
Nel 2021, sempre assieme a Fulvio Benelli, scrive a quattro mani il romanzo Crimine infinito, edito da Fandango e ispirato agli atti d'indagine dell'Operazione Crimine-Infinito sulla 'ndrangheta.

## Filmografia

### Sceneggiatore e regista
- Indagine Villa Borea (2012)
- L'infiltrato - Operazione clinica degli orrori (2014)

### Autore e regista
- Lungo il fiume (1998)
- Angeli & Killer (1999)
- Bananas (2000)
- Salute, Cuba (2000)
- Gli Aquiloni: guerre e guerriglie della Colombia (2001)
- Lo sguardo negato: uomini e donne dell'Iraq (2003)
- Samba10 - Notte a San Basilio (2003)
- Antonio e Antonietta: clochard a Roma (2004)
- Post Mortem (2004)
- Tepuyes (2005)
- Invasione verde (2005)
- Labirinti moderni (2005)
- Lo sguardo negato: l'Iraq prima e dopo la guerra (2006)
- Ultima leva (2006)
- Reggio Children (2007)
- Ciudad Perdida (2007)
- Cocaina globale: effetti collaterali (2007)
- Berlino, la città dei giovani (2008)
- Le carceri di Medellin (2008)
- Cybercrimine (2008)
- Spagna, l’industria del turismo (2008)
- Terremoto a L’Aquila (2009)
- Radon (2009)
- A Slum Symphony (2010)
- Web: la nuova dipendenza (2010)
- La scienza del restauro (2010)
- La nuova terapia intensiva (2010)
- Sotto il vulcano (2010)
- Operazione Cian Liu - Mafia cinese (2012)
- Permessi di soggiorno e camorra (2012)
- Pirati: Operazione Ocean Shield (2012)
- Smart drugs (2012)
- Manos Blancas (2013)
- A Single Origin (2017)
- Tutta la verità: La strage di Erba (2018)
- Tutta la verità: Il Delitto di Avetrana (2018)
- Tutta la verità: Giallo Pantani (2019)
- Tutta la verità: Il Delitto di Garlasco (2019)
- Tutta la verità: L'Enigma del Mostro di Firenze (2019)
- Sua Maestà Anatomica - Morgagni Oggi (2019)
- Operazione Mafia Nigeriana (2019)

## Opere
- Cristiano Barbarossa e Fulvio Benelli, Crimine infinito, Roma, Fandango Libri, 2021, ISBN 9788860447302.
- Cristiano Barbarossa e Fulvio Benelli, C'ero una volta. Le molte vite di Antonino Belnome il calciatore padrino, Roma, Fandango Libri, 2025, ISBN 9791256360505.

## Riconoscimenti
- Roma Fiction Fest
  - 2010 - Premio sezione TV Factual, per A Slum Symphony
- Festival Castellinaria
  - 2010 - Premio del pubblico, per A Slum Symphony
- Premio Flaiano
  - 2011 - Premio speciale, per A Slum Symphony
- Premio Ilaria Alpi
  - 2012 – Premio speciale Auser, per Indagine Villa Borea
- Premio Internazionale Apoxiomeno
  - 2023 - Categoria letteratura d'inchiesta, per Crimine infinito (con Fulvio Benelli)[27]